# La Paloma (Durazno)
La Paloma ist eine Stadt in Uruguay.

## Geographie
Sie befindet sich im östlichen Teil des Departamento Durazno in dessen Sektor 7. In der Umgebung der Stadt entspringen mehrere kleinere Flüsse. Einige Kilometer südlich von La Paloma ist Blanquillo gelegen.

## Einwohner
Der Ort hatte bei der Volkszählung im Jahr 2011 1.443 Einwohner, davon 706 männliche und 737 weibliche.
| Jahr | Einwohner |
| ---- | --------- |
| 1963 | 1.437     |
| 1975 | 1.554     |
| 1985 | 1.242     |
| 1996 | 1.374     |
| 2004 | 1.547     |
| 2011 | 1.443     |

Quelle: Instituto Nacional de Estadística de Uruguay